# Gangster nº 1
Gangster nº 1 (Gangster No. 1) è un film del 2000 diretto da Paul McGuigan.
Il film è ambientato nella scena criminale londinese tra il 1968 e il 2000. Tra gli interpreti figurano Malcolm McDowell, David Thewlis, Paul Bettany e Saffron Burrows.

## Trama
Il film inizia con un vecchio gangster che assiste con degli amici a un incontro di boxe. Durante la conversazione apprende che un tale Freddie Mays sta per uscire di prigione: improvvisamente diventa di umore tetro e abbandona la tavola senza dire una parola. Entra nei bagni, posa il bicchiere di champagne sul pavimento di fianco all'orinatoio e mentre orina delle gocce cadono sul bicchiere. Solleva il calice e quando sta per bere si ferma, guarda in camera e dice: "Ma per chi mi avete preso, per un coglione?" (cunt in lingua originale).
La scena torna improvvisamente al 1968, in piena "swinging London" agli inizi della carriera del Gangster con il sottofondo della sua voce narrante che inizia a raccontare l'intera vicenda. Un giovane bullo (il futuro gangster) viene arruolato come guardaspalle dal boss di Londra Freddie Mays e si getta subito nel lavoro con incredibile violenza e precisione, affascinato dallo stile di vita e dal successo del suo capo al punto di non desiderarne più solo i vestiti e gli accessori di lusso (Mays gli regala il suo fermacravatta con le iniziali) ma di sostituirlo; oramai l'allievo si sente migliore del maestro e si proietta al suo posto anche fisicamente, sul divano in pelle del suo appartamento di lusso.
Il Gangster scopre che il principale rivale di Mays, Lenny Taylor, sta progettando di eliminarlo dopo avergli incendiato un locale per ritorsione contro le brutali aggressioni ai suoi protetti; invece di avvisare il suo boss, decide di lasciare che l'agguato sia eseguito e uccide un suo compagno che ne è al corrente. L'aggressione avviene, Mays rimane a terra moribondo accanto alla sua fidanzata Karen sgozzata mentre il Gangster osserva la scena da un'auto parcheggiata.
Quella stessa notte, si reca a casa di Lenny, lo tortura, lo uccide e lo riduce a pezzi con precisione sadica e maniacale (per non sporcare il costoso vestito si spoglia, piegando tutto con attenzione, sotto lo sguardo furente di Taylor agonizzante). Mays e Karen non muoiono nell'agguato ma Mays è accusato del barbaro omicidio di Taylor e condannato a 30 anni di prigione. Per il Gangster si apre la via del successo in ogni campo del crimine organizzato, dal gioco d'azzardo alla droga, e per 30 anni regna incontrastato con una banda che arriva ad arruolare 300 persone. A questo punto la scena ritorna al presente.
Mays è uscito di prigione ma è un uomo diverso, riabilitato, in carcere ha studiato e si è laureato in belle arti. Il Gangster improvvisamente sente la necessità di combatterlo per affermare la sua superiorità ("Io sono Superman, io sono King Kong") ma Mays non gli dà soddisfazione: non gli spara, sebbene il Gangster lo abbia provocato mettendogli una pistola in mano e gli abbia svelato quanto accaduto nel 1968; Mays lo lascia sarcasticamente ("Chi vorrebbe essere Freddie Mays") e si ritira alla sua vita normale per sposare Karen. Reso folle dal delirio di onnipotenza e dallo smacco subito, il Gangster finisce sul tetto dell'edificio dove si consuma il suo autoannientamento: urlando "sono il numero 1" si getta nel vuoto.

## Riferimenti reali
- Il personaggio di Freddy Mays è basato sul vero criminale Frankie Fraser.
- Jamie Foreman è il figlio del gangster Freddie Foreman.

## Date di uscita
- 9 giugno 2000 nel Regno Unito;
- 21 ottobre 2000 negli USA;
- 30 marzo 2001 in Italia.

## Accoglienza

### Critica
Il film ha ricevuto critiche piuttosto contrastanti.
Michael Thomson della BBC scrive il 16 febbraio 2001 che McGuigan fa parte di quell'ondata di registi britannici, cominciata nel 1996 con Trainspotting di Danny Boyle, che hanno rivoluzionato il, fino ad allora, troppo piatto e pacato cinema d'oltremanica. Quest'ondata, scrive sempre Thomson, ha trovato sfogo anche nel genere del gangster-movie con l'ottimo Lock & Stock - Pazzi scatenati di Guy Ritchie nel 1998 e due anni dopo con Honest di Dave Stewart (ex-membro degli Eurythmics) che Thomson definisce uno dei peggiori film inglesi di sempre, tanto da scrivere riguardo a Gangster nº1: Fortunatamente, ora abbiamo un film gangster che eguagli l'eccellenza di “Lock & Stock”. Thomson chiude la recensione definendo il film non adatto a chi pensa all'Inghilterra come a una carina tazza di tè e muovendo l'unica critica alla pellicola sottolineando l'eccessiva volgarità e i dialoghi aggressivi.
Sempre positiva ma per certi aspetti discordante è la recensione di Clark Collis, giornalista della rivista cinematografica inglese Empire, il quale esalta la regia e le prestazioni degli attori, su tutti Bettany e McDowell (definendo l'interpretazione di quest'ultimo come la migliore dai tempi di Arancia meccanica), ma non concorda nel paragone con Lock & Stock. Collis infatti definisce il film come l'antidoto allo stile violento e sboccacciato di Gangster-movie lanciato proprio dal film di Ritchie definendo invece la pellicola girata elegantemente.

## Colonna sonora
Il lavoro di John Dankworth è stato molto apprezzato dalla critica, tanto che Thomson della BBC lo definisce il migliore della sua carriera.ù
La colonna sonora consiste in un misto di composizioni originali di Dankworth e una selezione di brani non originali tra i quali spicca The Good Life nella versione del cantante nordirlandese Neil Hannon. Questo standard del 1962 funge da tema portante del film sia nella versione cantata da Hannon sui titoli di testa e di coda, sia nei vari arrangiamenti strumentali di Dankworth durante tutto il film.

## Riconoscimenti
Il film ha raccolto 10 nomination, soprattutto in patria, riuscendo però a vincere un solo premio: il Vision Award per la miglior fotografia a Peter Sova in occasione dell'AFI Fest del 2000.
- 2000 - AFI Fest[4]
  - Vision Award per la fotografia a Peter Sova
  - Nomination Gran Premio della Giuria a Paul McGuigan
- 2000 - British Independent Film Awards[5]
  - Nomination BIFA per la Miglior Produzione
  - Nomination BIFA per il Miglior Attore a Paul Bettany
  - Nomination BIFA per la Miglior Sceneggiatura a Johnny Ferguson
- 2000 – Dinard British Film Festival[6]
  - Nomination Golden Hitchcock a Paul McGuigan
- 2000 - European Film Awards[7]
  - Nomination Prix Fassbinder a Paul McGuigan
- 2001 – Golden Trailer Awards[8]
  - Nomination Miglior voce fuori campo alla Picture Production Company
- 2001 - London Critics Circle Film Awards[9]
  - Nomination ALFS Awards per il Miglior Esordiente Britannico a Paul Bettany
  - Nomination ALFS Awards per il Miglior Produttore Britannico a Norma Heyman